# Harrisia divaricata
Harrisia divaricata ist eine Pflanzenart in der Gattung Harrisia aus der Familie der Kakteengewächse (Cactaceae). Das Artepitheton divaricata bedeutet ‚gespreizt‘.

## Beschreibung
Harrisia divaricata wächst strauchig mit aufrechten, reich verzweigten, schlanken Trieben. Es sind neun stumpfe Rippen vorhanden. Die vier braunen Mitteldornen sind 2 bis 2,5 Zentimeter lang. Die acht bis zehn Randdornen sind weiß.
Die Blüten sind groß und die kugelförmigen Früchte gelb.

## Verbreitung und Systematik
Harrisia divaricata ist auf Hispaniola verbreitet.
Die Erstbeschreibung als Cactus divaricatus erfolgte 1785 durch Jean-Baptiste de Lamarck. Curt Backeberg stellte die Art 1960 in die Gattung Harrisia. Weitere nomenklatorische Synonyme sind Cereus divaricatus (Lam.) DC. (1828), Pilocereus divaricatus (Lam.) Lem. (1862) und Harrisia divaricata (Lam.) Lourteig (1991, nom. inval.).
Harrisia divaricata ist nur unzureichend bekannt.

## Nachweise